# Kairos (Sepultura)
Kairos is het twaalfde album van de Braziliaanse metalband Sepultura. Het album is uitgebracht in 2011. De hardcore punk elementen zijn geminimaliseerd op dit album en het geluid is zwaarder en trager dan de voorgaande albums. Ook is er een grotere focus op het groovemetal-geluid waar het "Green-tijdperk" van Sepultura bekend om staat.
Dit was het laatste album met Jean Dolabella als drummer. Voor het volgende album werd de jonge Eloy Casagrande als drummer aangesteld.

## Tracks
1. "Spectrum"
2. "Kairos"
3. "Relentless"
4. "2011"
5. "Just One Fix" (Cover van Ministry)
6. "Dialog"
7. "Mask"
8. "1433"
9. "Seethe"
10. "Born Strong"
11. "Embrace the Storm"
12. "5772"
13. "No One Will Stand"
14. "Structure Violence (Azzes)"
15. "4648"

## Bezetting van de band tijdens opname
- Derrick Green
- Jean Dolabella
- Andreas Kisser
- Paulo Jr.